# Leandro Andrade
Leandro Livramento Andrade (ur. 24 września 1999 w Tavirze) – kabowerdyjski piłkarz grający na pozycji lewoskrzydłowego lub ofensywnego pomocnika w azerskim klubie Qarabağ FK oraz w reprezentacji Republiki Zielonego Przylądka. Posiada również obywatelstwo Portugalii. W swojej karierze grał również w SC Olhanense i CD Fátima.